# TKB-059
O TKB-059 (ТКБ-059) foi um fuzil de assalto bullpup soviético de três canos, capaz de disparar totalmente automático, com câmara para munição 7,62×39mm e fabricado pela Fábrica de Armamentos de Tula em 1966. Foi baseado no Device 3B (Прибор 3Б), um fuzil de assalto experimental anterior com três canos. Ambas as armas foram desenvolvidas pelo projetista de armas leves Gennadij Korobov.
Ambas as armas usavam carregadores triplos de munição 7,62×39mm com a opção de carregadores de 45 munições (15x3) ou de 60 munições (20x3), com cada cano alimentado independentemente pelo carregador. O TKB-059 pode ser disparado de forma ambidestra, pois a ejeção dos estojos é para baixo, atrás da área do carregador.
TKB-059 pode ser visto no museu de armas de Tula.